# Гергесеи
Гергесеи, гиргаши — согласно Библии, один из ханаанских народов.
Родоначальник-эпоним гергесеев, Гергесей, называется в таблице народов в Быт. 10 пятым сыном Ханаана, сына Хама.
Помимо этого, гергесеи упоминаются в ивритском тексте еврейской Библии пять раз, как один из народов, земля которых была заповедована Богом Аврааму, и один из семи народов, с которыми евреи столкнулись при завоевании Ханаана (Быт. 15:21, Втор. 7:1, Нав. 3:10, 24:11, Неем. 9:8).
Точное местонахождение гергесеев в библейском тексте не указывается, из Нав. 24:11 можно сделать вывод, что они жили к западу от Иордана.
Гергесеи не упоминаются ни в одном из детальных описаний завоевания Ханаана, и исключены из нескольких других перечислений народов Ханаана. Среди толкований такого отсутствия упоминаний — предположение, что гергесеи были малочисленным и потому незначительным народом, и предположение, что они покинули Ханаан до его завоевания. Трактат Швиит иерусалимского Талмуда (Швиит, 6А) содержит легенду о том, как Иисус Навин предложил народам Ханаана на выбор выселиться из Земли обетованной, воевать с ним, или заключить мир, и Гиргаши выбрали исход, переселившись в землю, отождествляемую позднейшими толкователями либо с землей Гессур (район современных Голанских высоты, в пользу этого толкования приводится наименование гергесеев в Септуагинте), либо с Африкой. Легенду о переселении гергесеев и других ханаанских племён в Африку повторяет Прокопий Кесарийский.
Нет общепринятой идентификации гергесеев с каким-либо из известных народов Леванта.
Одно из возможных значений названия «гергесеи» — производное от основы «глинистый».
Существует гипотеза о связи гергесеев с Каракошем, появляющимся в хеттских документах.
Личное имя «Гиргишу» встречается в угаритских текстах, и возможна связь гергесеев с западной Анатолией. Похожие имена имеются и в пунических документах; возможно, они связаны с библейскими гергесеями[страница не указана 130 дней].